# Vigilio
Vigilio  è un nome proprio di persona italiano maschile.

## Varianti
- Femminili: Vigilia[2][3]

### Varianti in altre lingue
- Catalano: Vigili[4]
- Croato: Vigilije
- Francese: Vigile
- Latino: Vigilius[1]
- Lituano: Vigilijus
- Polacco: Wigiliusz
- Portoghese: Vigílio
- Rumeno: Vigiliu
- Russo: Вигилий (Vigilij)
- Serbo: Вигилије (Vigilije)
- Sloveno: Vigilij
- Spagnolo: Vigilio[4]
- Tedesco: Vigilius
- Ucraino: Вігілій (Vihilij)
- Ungherese: Vigiliusz

## Origine e diffusione

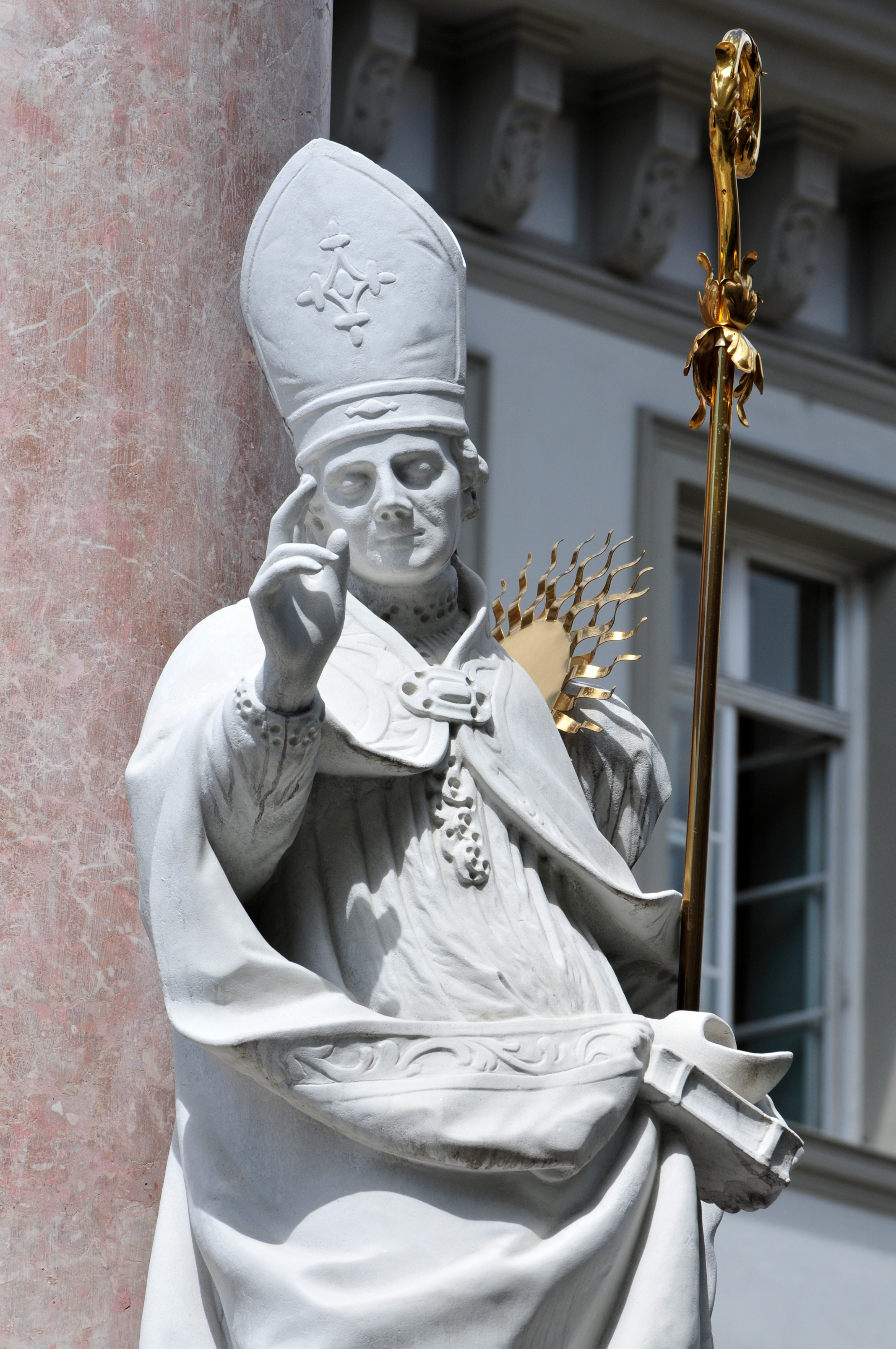
Statua di san Vigilio di Trento sull'Annasäule di Innsbruck

Continua il nome latino Vigilius, documentato in iscrizioni precristiane con forme quali Vigillius, Vicilius e Vicillius e derivato probabilmente da qualche gentilizio etrusco dall'etimologia ignota. In epoca cristiana il nome venne associato per etimologia popolare ai termini latini vigil, vigilis ("sveglio", "vigile") e vigilare ("vigilare", "vegliare", "sorvegliare") e quindi si diffuse grazie a questo nuovo significato augurale. La derivazione da queste voci latine viene riportata anche da numerose fonti moderne, attribuendo al nome significati quali "che veglia", "sentinella", "vigilante" e via dicendo. 
La sua diffusione nell'Italia moderna è scarsa, concentrata prevalentemente in Trentino-Alto Adige e Lombardia grazie al culto due santi, uno vescovo e santo patrono di Trento e l'altro vescovo di Brescia. Nonostante la somiglianza, non è legato etimologicamente al nome Virgilio.

## Onomastico
L'onomastico si può festeggiare in memoria di più santi, alle date seguenti:
- 11 marzo, san Vigilio, vescovo di Auxerre e martire[1][6]
- 19 aprile, santa Vigilia, martire a Livorno[5]
- 26 giugno, san Vigilio, vescovo di Trento e martire[1][5][6][7]
- 26 settembre, san Vigilio, vescovo di Brescia[1][4][6][7]
- 27 novembre, san Virgilio o Vigilio, vescovo di Salisburgo[7]

## Persone

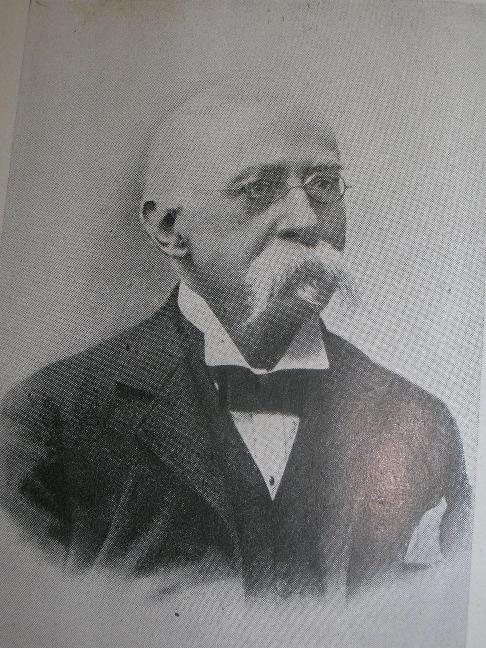
Vigilio Inama

- Vigilio, 59º Papa della Chiesa cattolica
- Vigilio, vescovo di Brescia
- Vigilio, vescovo di Tapso
- Vigilio, vescovo di Trento
- Vigilio Covi, ingegnere e patriota italiano
- Vigilio Dalla Zuanna, arcivescovo cattolico italiano
- Vigilio De Grassi, architetto e urbanista italiano
- Vigilio Gottardi, attore italiano
- Vigilio Inama, filologo e storico italiano
- Vigilio Mich, fondista italiano